# 吉島古墳
吉島古墳（よしまこふん、吉島松山古墳）は、兵庫県たつの市新宮町吉島にある古墳。形状は前方後円墳。国の史跡に指定されている。

## 概要

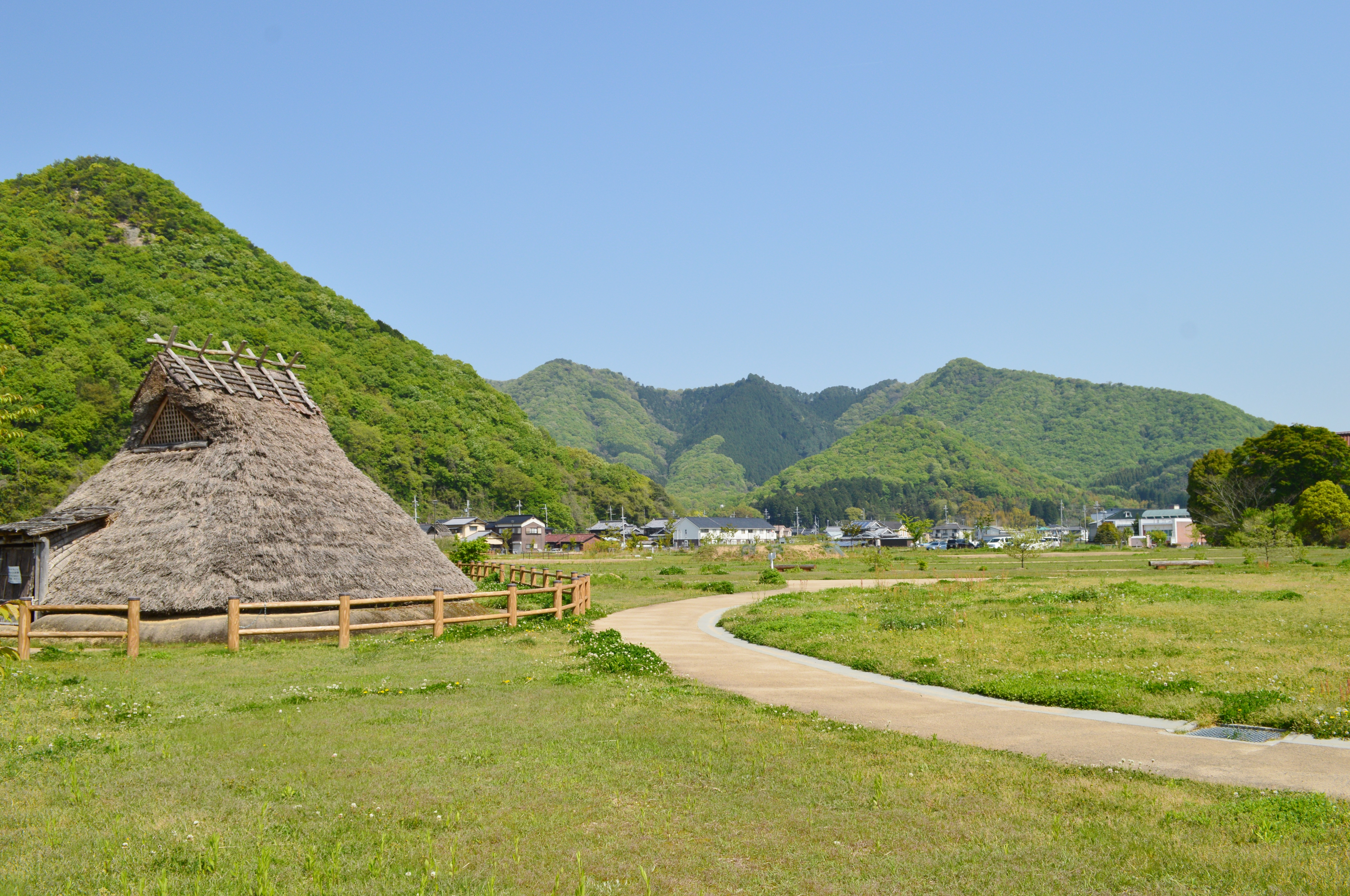
新宮宮内遺跡から古墳の位置する尾根を望む（中央右端）

兵庫県南西部、揖保川右岸において河岸平野を一望する標高約250メートルの尾根上に築造された古墳である。これまでに1897年（明治30年）に発掘されて銅鏡等が出土したほか、考古学的には1966年（昭和41年）に測量調査・発掘調査が実施されている。
墳形は左右非対称な前方後円形で、後円部を平野部に向ける。前方部端は尾根筋を切断して形成される。墳丘外表で葺石・埴輪は認められていない。埋葬施設は後円部中央における竪穴式石室で、墳丘主軸とは斜交する。この石室は割石積みで、長さ約5.4メートル・幅0.95-1.15メートル・高さ約1.0メートルを測り、内部で割竹形木棺の痕跡が検出されている。出土品としては三角縁神獣鏡を含む銅鏡6面（東京国立博物館所蔵）が特に知られ、他にガラス玉・土器片等がある。築造時期は、古墳時代前期初頭の3世紀後半頃と推定される。播磨地方では最古に位置づけられ、全国的にも最古級の初期古墳になる。
古墳域は1978年（昭和53年）に国の史跡に指定されている。なお、付近には弥生時代中期を盛期とした大規模集落の新宮宮内遺跡がある（国の史跡）。

## 遺跡歴
- 1897年（明治30年）、埋葬施設の発掘および副葬品の出土[5]。
- 1925年（大正14年）、実地踏査・出土品の報告（梅原末治ら兵庫県）[3][4]。
- 1966年（昭和41年）、墳丘測量調査・埋葬施設発掘調査（近藤義郎ら新宮町）[2][5]。
- 1978年（昭和53年）5月22日、国の史跡に指定[6]。

## 墳丘
墳丘の規模は次の通り。
- 墳丘長：36メートル
- 後円部直径：15メートル
- 前方部幅：6.5メートル

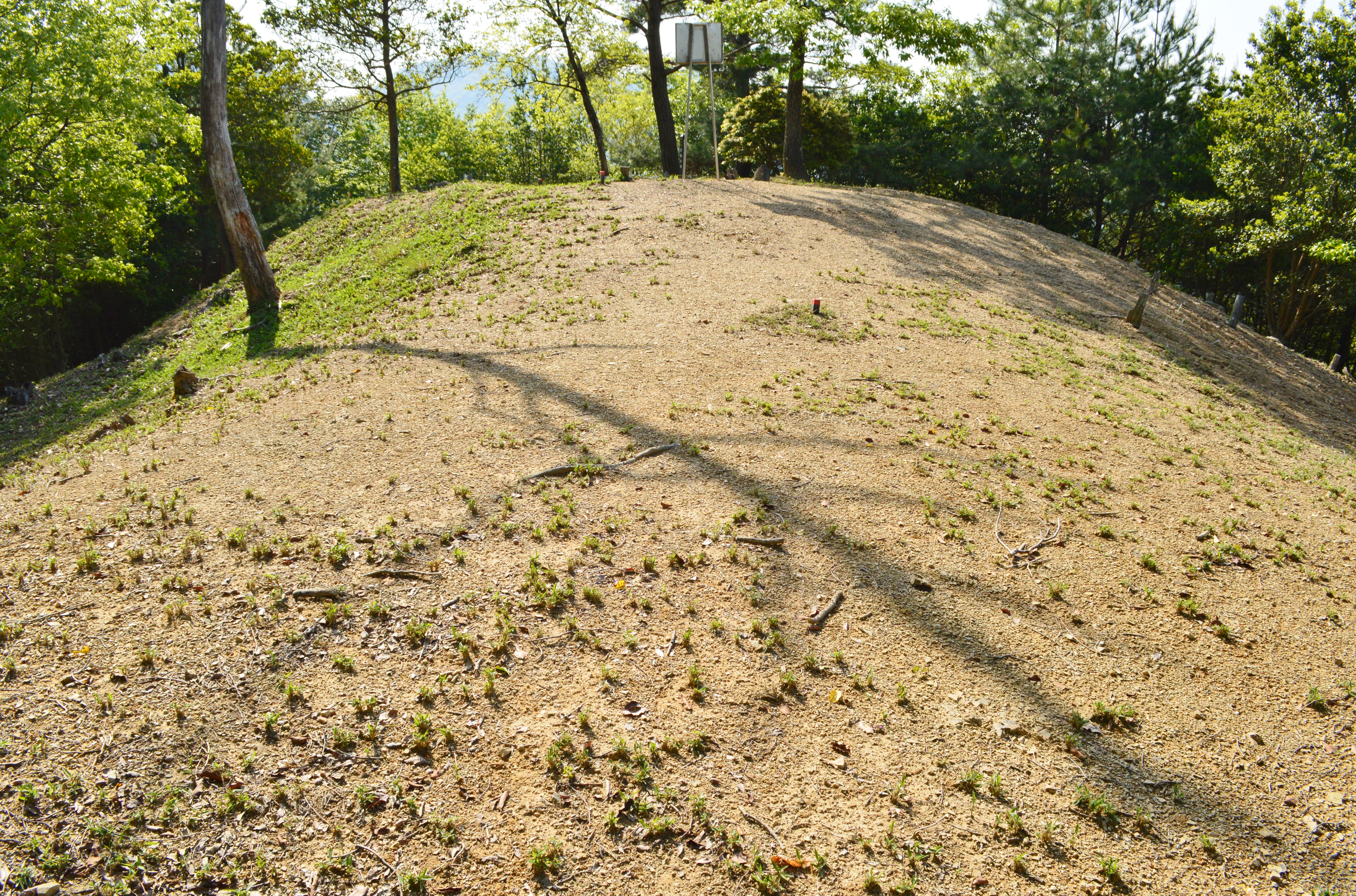
後円部（前方部から望む）
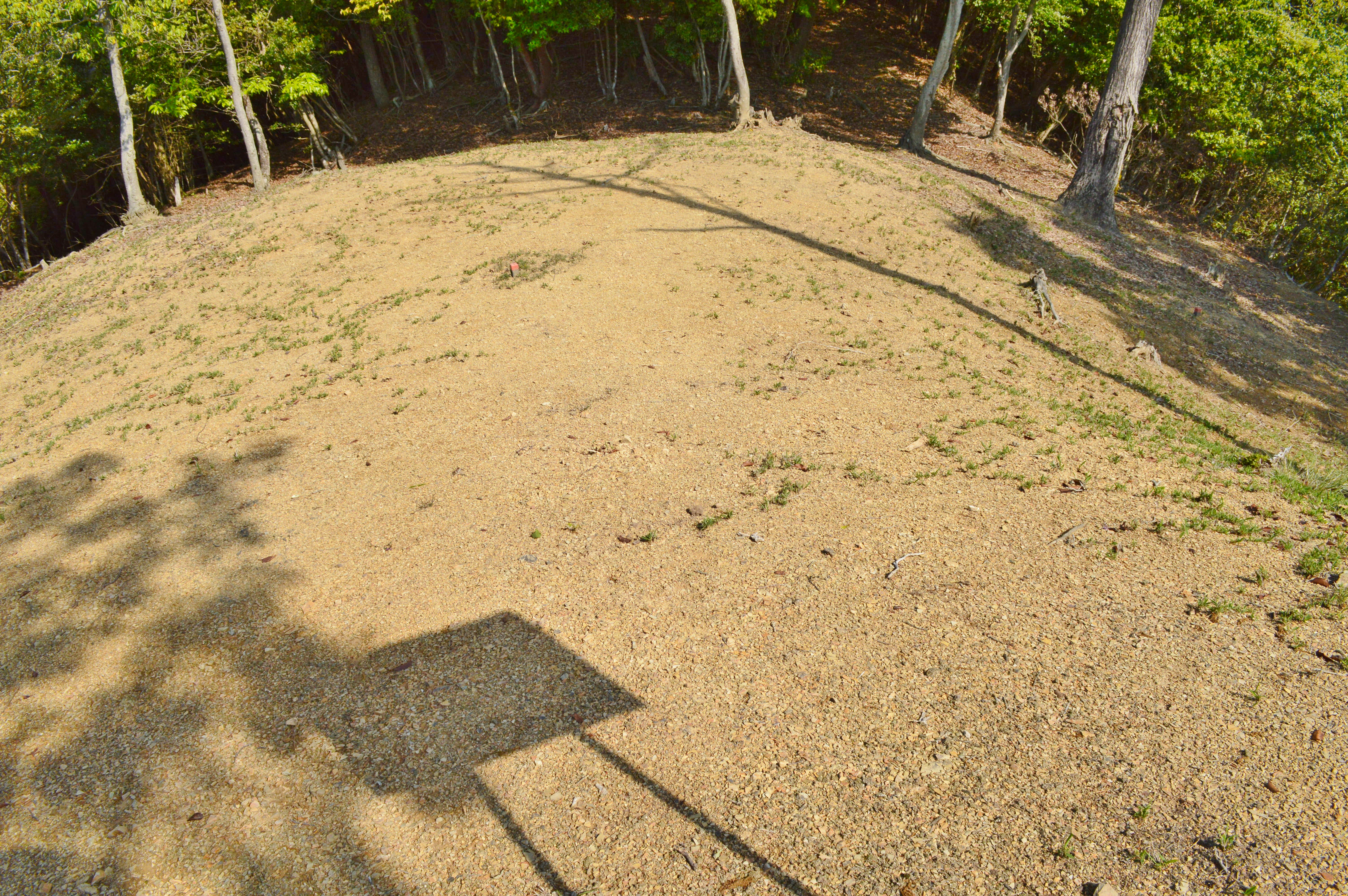
前方部（後円部から望む）

## 出土品

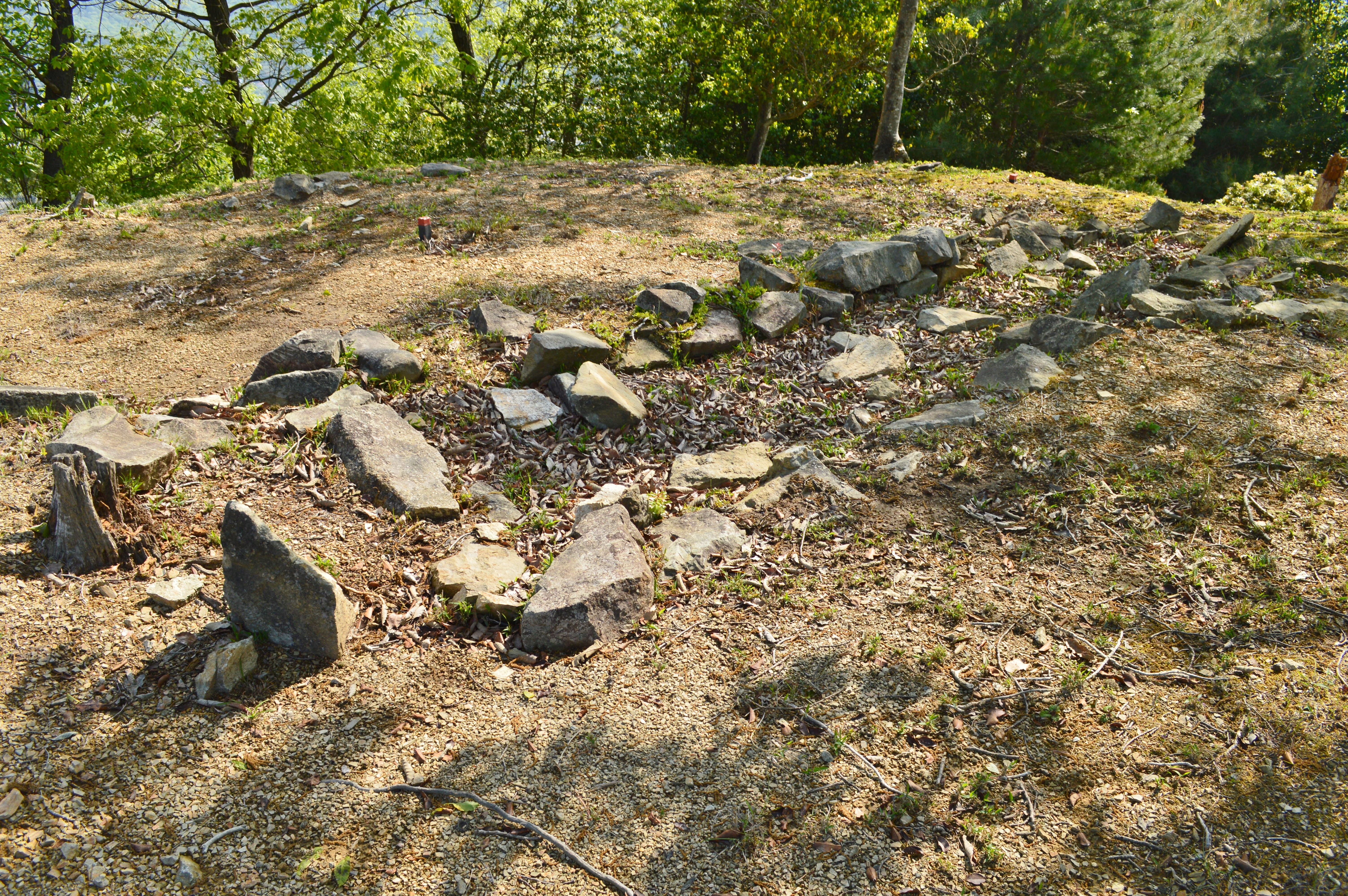
後円部墳頂の竪穴式石室

1897年（明治30年）の発掘で出土した銅鏡6面は次の通り。6面はいずれも舶載鏡（中国製鏡）になる。
- 三角縁天王日月唐草文帯四神四獣鏡 2面（同笵鏡）
他の同笵鏡に椿井大塚山古墳（京都府木津川市）出土鏡、黒塚古墳（奈良県天理市）出土鏡、佐味田宝塚古墳（奈良県北葛城郡河合町）出土鏡、雪野山古墳（滋賀県東近江市）出土鏡、赤門上古墳（静岡県浜松市）出土鏡[5]。
- 三角縁波文帯盤龍鏡 1面
他の同笵鏡に万年山古墳（大阪府枚方市）、池ノ内5号墳（奈良県桜井市）、頼母子古墳（群馬県太田市）出土鏡[5]。
- 三角縁吾作四神四獣鏡
- 尚方作銘獣帯鏡 1面
- 内行花文鏡 1面

## 文化財

### 国の史跡
- 吉島古墳 - 1978年（昭和53年）5月22日指定[6][1]。

## 関連施設
- 東京国立博物館 - 吉島古墳出土鏡を保管。
- たつの市立埋蔵文化財センター（たつの市新宮町宮内） - 吉島古墳出土鏡のレプリカを展示。

## 関連文献
（記事執筆に使用していない関連文献）
- 近藤義郎 編『吉島古墳（新宮町文化財調査報告 4）』新宮町教育委員会、1983年。